# 斉藤雅人
斉藤 雅人（さいとう まさと、1975年12月1日 - ）は、日本の元サッカー選手、サッカー指導者。埼玉県浦和市（現・さいたま市）出身。現役時代のポジションはMF。Jリーグで数少ない、プロ契約をしていないサラリーマン選手だった。

## 来歴
武南高等学校、駒澤大学卒業。
旧JFL時代からの生え抜き選手。球団職員（NTT所属の社員選手）でもある。
2010年1月14日、現役引退を発表。大宮アルディージャU-12コーチに就任した。現在は朝から昼までは社業に就き、昼からスクールコーチとして働いている。
2018年3月8日、大宮アルディージャ選手OB会の初代会長に就任。

## 人物
- チームのJ1残留をかけた2007年J1最終節の川崎フロンターレ戦で途中出場し、1-1の同点に追いつく自身J1初ゴールを決め、試合は引き分けとなり大宮はJ1残留を決めた。
- 外見およびプレースタイルから冷静で物静かな人物に見えるが、実際は熱いらしく、ベンチにいる時、味方の選手に対して不可解な判定や悪質なファウルがあった場合、監督やコーチ、スタッフとともにベンチを飛び出して抗議し、第4審判になだめられる場面がしばしばある。過去にも、アウェイゲームでベンチに退いた後、ボールパーソン（ホームチームのユースチームが担当していた）の時間稼ぎに対し、執拗な抗議を行ったとして退場処分を受けたことがある。
- FC東京に所属していた浅利悟は高校の1年先輩であり、東京ガスの社員（出向扱い）でありながらサッカー選手という、斉藤と同じような社員選手であった。2人は2009年シーズン終了後に現役引退している。
- 埼玉西武ライオンズの平尾博嗣[2] は、中学時代（浦和市立東浦和中学校、現・さいたま市立東浦和中学校）[3] の同級生[4] である。
- 元俳優の江原淳史は同じ中学、高校の1年先輩である。
- 大宮で付けていた背番号15は、斉藤引退後4年間欠番となっていたが、2014年シーズンよりU-12からの下部組織育ちで同年トップチームに昇格した大山啓輔が付けることになった。

## 所属クラブ
- 1991年 - 1993年 武南高等学校
- 1994年 - 1997年 駒澤大学
- 1998年 - 2009年 大宮アルディージャ

## 個人成績
| 国内大会個人成績 | 国内大会個人成績 | 国内大会個人成績 | 国内大会個人成績 | 国内大会個人成績 | 国内大会個人成績 | 国内大会個人成績 | 国内大会個人成績 | 国内大会個人成績 | 国内大会個人成績 | 国内大会個人成績 | 国内大会個人成績 |
| 年度             | クラブ           | 背番号           | リーグ           | リーグ戦         | リーグ戦         | リーグ杯         | リーグ杯         | オープン杯       | オープン杯       | 期間通算         | 期間通算         |
| 年度             | クラブ           | 背番号           | リーグ           | 出場             | 得点             | 出場             | 得点             | 出場             | 得点             | 出場             | 得点             |
| 日本             | 日本             | 日本             | 日本             | リーグ戦         | リーグ戦         | リーグ杯         | リーグ杯         | 天皇杯           | 天皇杯           | 期間通算         | 期間通算         |
| ---------------- | ---------------- | ---------------- | ---------------- | ---------------- | ---------------- | ---------------- | ---------------- | ---------------- | ---------------- | ---------------- | ---------------- |
| 1994             | 駒大             | 20               | -                | -                | -                | -                | -                | 1                | 0                | 1                | 0                |
| 1995             | 駒大             |                  | -                | -                | -                | -                | -                | 1                | 0                | 1                | 0                |
| 1997             | 駒大             | 8                | -                | -                | -                | -                | -                | 3                | 0                | 3                | 0                |
| 1998             | 大宮             | 15               | 旧JFL            | 15               | 1                | -                | -                | 3                | 0                | 18               | 1                |
| 1999             | 大宮             | 15               | J2               | 22               | 0                | 1                | 0                | 2                | 0                | 25               | 0                |
| 2000             | 大宮             | 15               | J2               | 24               | 2                | 2                | 0                | 3                | 0                | 29               | 2                |
| 2001             | 大宮             | 15               | J2               | 31               | 1                | 2                | 0                | 1                | 0                | 34               | 1                |
| 2002             | 大宮             | 15               | J2               | 35               | 3                | -                | -                | 3                | 0                | 38               | 3                |
| 2003             | 大宮             | 15               | J2               | 36               | 2                | -                | -                | 3                | 0                | 39               | 2                |
| 2004             | 大宮             | 15               | J2               | 43               | 2                | -                | -                | 3                | 0                | 46               | 2                |
| 2005             | 大宮             | 15               | J1               | 21               | 0                | 3                | 0                | 4                | 0                | 28               | 0                |
| 2006             | 大宮             | 15               | J1               | 25               | 0                | 3                | 0                | 1                | 0                | 29               | 0                |
| 2007             | 大宮             | 15               | J1               | 26               | 1                | 4                | 0                | -                | -                | 30               | 1                |
| 2008             | 大宮             | 15               | J1               | 22               | 2                | 3                | 0                | 0                | 0                | 25               | 2                |
| 2009             | 大宮             | 15               | J1               | 4                | 0                | 3                | 0                | 0                | 0                | 7                | 0                |
| 通算             | 日本             | 日本             | J1               | 98               | 3                | 16               | 0                | 5                | 0                | 119              | 2                |
| 通算             | 日本             | 日本             | J2               | 191              | 10               | 5                | 0                | 15               | 0                | 211              | 10               |
| 通算             | 日本             | 日本             | 旧JFL            | 15               | 1                | -                | -                | 3                | 0                | 18               | 1                |
| 通算             | 日本             | 日本             | 他               | -                | -                | -                | -                | 5                | 0                | 5                | 0                |
| 総通算           | 総通算           | 総通算           | 総通算           | 304              | 14               | 21               | 0                | 28               | 0                | 353              | 14               |

## 指導歴
- 2010年 - 大宮アルディージャ
  - 2010年 ジュニアコーチ
  - 2011年 - 2014年 ジュニアユースコーチ
  - 2015年 ユースコーチ
  - 20??年 ヘッドオブスカウト
  - 20??年 大宮アルディージャVENTUS 強化担当
  - 2022年 - 2023年 大宮アルディージャVENTUS ヘッドコーチ
  - 2023年 - 大宮アルディージャVENTUS U18 監督（フットボール本部アカデミーダイレクター兼務）